# Bolbites
Bolbites là một chi bọ cánh cứng thuộc họ Scarabaeidae.